# Ардиеи
Ардиеите (на старогръцки: Ἀρδιαῖοι или Οὐαρδαῖοι; на латински: Vardiaei, Vardaei) са древен илирийски народ, който през IV в. пр. Хр. обитава поречието на Неретва, но през следващия век се разпростира до Шкодренското езеро и Бели Дрин. Името си дължат на родната си планина – част от Динарските Алпи, наричана от античните автори Адрион или Ардион. Освен на земеделие и скотовъдство, поминъкът им се крепи на разбойничество по суша и по море. Към 230 г. пр. Хр. пиратските им набези в Адриатика придобиват големи мащаби и предизвикват експанзията на Рим на Балканите.

## По-изявени владетели на ардиеите
- Агрон – при него ардиеите се превръщат във военен фактор в Елада и като съюзници на македонския цар Деметрий II възпират експанзията на Етолийския съюз в Акарнания с битката при Медион през 231 г. пр. Хр.[3]
- Тевта – съпруга на Агрон и закратко (231–228 г. пр. Хр.) регент на царството след смъртта му. Подчинените ѝ пирати владеят цялото източно крайбрежие на Адриатическо и Йонийско море от Вис до Керкира.[4]
- Скердилаид – след разгрома на Тевта от римляните през 229 г. пр. Хр. получава във владение част от царството на ардиеите. Враг на Филип V Македонски и съюзник на Рим в Първата македонска война.[5]
- Плеврат – при него между 205 и 180 г. пр. Хр. ардиейското царство просперира като клиентелна на Рим държава. Уголемява владенията си с областта около Лихнида (Охридското езеро), отнета от Македония.[6][7]
- Гентий – по време на Третата македонска война подкрепя Персей и така докарва унищожаването на ардиейската държава от римляните през 168 г. пр. Хр.[7][8]